# Jack Vettriano
Jack Hoggan,  dit Jack Vettriano, né le 17 novembre 1951 à Methil (Fife, Écosse) et mort le 1er mars 2025 à Nice (Alpes-Maritimes),, est un peintre britannique.

## Biographie
Jack Hoggan quitte l'école à 15 ans et devient apprenti mineur, mais s'adonne à la peinture durant ses loisirs. Ses premières toiles sont des copies de tableaux impressionnistes (dont Claude Monet).

### Carrière
Il devient célèbre en 1988 quand il expose deux toiles à l'exposition annuelle de la Royal Academy d'Écosse : ces deux toiles se vendent le premier jour et plusieurs galeries se proposent de vendre ses œuvres. Le succès contribue à casser son premier mariage et il déménage à Édimbourg, et prend comme nom « Vettriano » (nom de jeune fille de sa mère).
Suivent des expositions couronnées de succès à Édimbourg, Londres, Hong Kong, Johannesburg et New York. Ses peintures rappellent le genre du film noir, avec des touches de romantisme, de nostalgie et d'érotisme,,. 
Bien que son style soit jugé vulgaire et sans imagination par certains critiques d'art, c'est l'un des artistes les plus en vue sur le marché de l'art : ses toiles atteignent régulièrement des prix conséquents, mais on dit que les reproductions de ses œuvres lui rapportent encore plus. Selon The Guardian, il gagne 500 000 £ par an en royalties.
En octobre 2005, on découvre que certains personnages des peintures de Vettriano (dont The Singing Butler) sont inspirés d'un manuel de référence pour artiste The Illustrator's Figure Reference Manual. Cette révélation ternit quelque peu  sa réputation, bien qu'il n'ait jamais nié être autodidacte (il n'avait pas les moyens de rémunérer des modèles).
Jack Vettriano a des ateliers en Écosse et à Londres. Représenté par la galerie Portland à Londres de 1994 à 2007, il a aussi son site Internet. Jack Nicholson et Terence Conran figurent parmi ses plus grands collectionneurs.
À la fin de sa vie, l'artiste admet une addiction à la cocaïne et dit vivre comme « Jack Nicholson dans Shining » jusqu'à la pandémie de Covid-19,.

### Décoration
- 2003 : Officer de l'ordre de l'Empire britannique

## Parodie
En mars 2025, Crude Oil (Vettriano) de Banksy, inspiré de The Singing Butler (en) par Jack Vettriano, est vendu 4,3 millions de livres, soit plus de 5 millions d’euros.

## Publication
- Lovers and Other Strangers (Genesis Publications), textes d'Anthony Quinn, 2000